# Eojjeol suga eopda
Eojjeol suga eopda (어쩔수가없다; Engels: No Other Choice) is een toekomstige Zuid-Koreaanse thriller, geregisseerd, geproduceerd en mede geschreven door Park Chan-wook. De film is gebaseerd op het boek The Ax van Donald E. Westlake uit 1997 en een remake van Le Couperet uit 2005. De hoofdrollen worden vertolkt door Lee Byung-hun, Son Ye-jin, Park Hee-soon, Lee Sung-min, Yeom Hye-ran en Cha Seung-won.

## Verhaal
Man-soo is een man die wanhopig op zoek gaat naar een nieuwe baan nadat hij is ontslagen uit een functie die hij 25 jaar heeft bekleed.

## Rolverdeling
| Acteur        | Personage      |
| ------------- | -------------- |
| Lee Byung-hun | Man-soo        |
| Son Ye-jin    | Mi-ri          |
| Park Hee-soon | Choi Seon-chul |
| Lee Sung-min  | Koo Beom-mo    |
| Yeom Hye-ran  | A-ra           |
| Cha Seung-won | Go Si-jo       |

## Productie
Tijdens het Internationaal filmfestival van Pusan in 2009 werd aangekondigd dat Park een remake zou maken van Le Couperet van Costa-Gavras uit 2005. Park zou later verduidelijken dat hij Donald Westlake's roman The Ax uit 1997, waarop de film was gebaseerd, had gelezen en had besloten deze te verfilmen voordat hij van Costa-Gavras' film wist. Het project liep echter vertraging op toen Park het scenario voor zijn film Stoker uit 2013 ontving.
Op het Filmfestival van Cannes 2022 verklaarde Park dat het project nog in ontwikkeling was en "een hartverscheurend verhaal volgde over een man van middelbare leeftijd die zijn baan verloor en nu brood op de plank moet brengen om zijn gezin te voeden. Hij worstelt met het zoeken naar een baan in een gespecialiseerd vakgebied en wordt een seriemoordenaar."
In maart 2024 werden Lee Byung-hun en Son Ye-jin aangekondigd als de hoofdrollen in de film. Park en Son werkten eerder samen in de film The Truth Beneath uit 2016, terwijl Park met Lee samenwerkte aan Joint Security Area (2000). Park onthulde dat de film zich nu in Korea zou afspelen.

### Filmopnames
De filmopnames gingen van start in augustus 2024. De opnames duurden in totaal vijf maanden en werden in januari 2025 afgerond.

## Release
Eojjeol suga eopda zal op 29 augustus 2025 in première gaan op het Filmfestival van Venetië in de competitie voor de Gouden Leeuw.

## Prijzen en nominaties
De belangrijkste:
| Jaar | Prijs                    | Categorie    | Genomineerde(n) | Uitslag       |
| ---- | ------------------------ | ------------ | --------------- | ------------- |
| 2025 | Filmfestival van Venetië | Gouden Leeuw | Park Chan-wook  | In afwachting |